# Gelis petraeus
Gelis petraeus là một loài tò vò trong họ Ichneumonidae.